# Canton d'Ossun
Le canton d'Ossun est un canton français située dans le département des Hautes-Pyrénées et la région Occitanie.

## Histoire
Le canton a été créé en 1790.
Il fait partie des rares cantons français dont la composition n'a pas été modifiée par le redécoupage cantonal de 2014.

## Représentation

### Conseillers d'arrondissement (de 1833 à 1940)
| Période                                  | Période      | Identité                          | Étiquette             | Qualité |
| ---------------------------------------- | ------------ | --------------------------------- | --------------------- | --- |
| 1833                                     | 1848         | Marie Dominique Baile (1800-1849) |                       | Médecin à Pau, juge de paix à Ossun                                                                         |
|                                          |              |                                   |                       | |
| 1886                                     | 1896 (décès) | Albert Jouanolou                  | Républicain de droite | Docteur-médecin à Juillan                                                                                   |
|                                          |              |                                   |                       | |
|                                          | 1919         | Jean-Marie Lahourguette           |                       | Propriétaire, maire d'Azereix                                                                               |
|                                          |              |                                   |                       | |
|                                          | 1940         | M. Brice                          | Radical               | |
| 1940                                     |              |                                   |                       | Les conseils d'arrondissement ont été suspendus par la loi du 12 octobre 1940 et n'ont jamais été réactivés |
| Les données manquantes sont à compléter. |              |                                   |                       | |

### Conseillers généraux de 1833 à 2015
| Période      | Période               | Identité                         | Étiquette           | Qualité |
| ------------ | --------------------- | -------------------------------- | ------------------- | --- |
| 1833         | 1848                  | Jean-Pierre Mérillon (1787-1849) |                     | Conseiller de Préfecture, propriétaire à Ossun |
| 1848         | 1870                  | Auguste Baile (1804-1875)        |                     | Avocat puis magistrat |
| 1871         | 1890 (annulation)     | Dominique dit Emile Cazeaux      | Droite Bonapartiste | Magistrat puis avocat, Bénac Député (1875-1889) |
| 1890         | 1916 (décès)          | Léon Baile                       | Républicain         | Magistrat (démissionnaire) puis notaire Maire d'Ossun (1882-1916)                                                                                         |
| 1919         | 1931                  | Maurice Trélut                   | RG                  | Vétérinaire, maire de Tarbes (1935-1944) Nommé membre de la Commission administrative départementale en 1941 Décédé à Buchenwald, Juste parmi les Nations |
| 1931         | 1940                  | Jean Peyou                       | Rad.                | Médecin Maire d'Ossun |
|              |                       |                                  |                     | |
| 1943         | 1945                  | Henri Cazaux                     | ?                   | Maire de Lamarque-Pontacq Nommé conseiller départemental en 1943                                                                                          |
|              |                       |                                  |                     | |
| octobre 1945 | décembre 1945 (décès) | Jean Peyou                       | Rad.                | Médecin Maire d'Ossun |
| 1946         | 1954 (décès)          | Marcel Peyou Frère du précédent  | Rad.                | Pharmacien |
| 1954         | 1992                  | Hubert Peyou Fils de Jean Peyou  | Rad. puis MRG       | Président du Conseil Général (1967-1992) Sénateur (1974-1983)                                                                                             |
| 1992         | 1998                  | Pierre Châ                       | UDF                 | Médecin Conseiller municipal de Tarbes |
| 1998         | 2015                  | Robert Vignes                    | PRG                 | Technicien en bâtiment Maire de Juillan (2001-2014) |

### Conseillers départementaux à partir de 2015
| Période élective | Période élective | Mandat | Mandat   | Identité                | Nuance | Nuance | Qualité                                                              |
| ---------------- | ---------------- | ------ | -------- | ----------------------- | ------ | ------ | -------------------------------------------------------------------- |
| 2015             | 2021             | 2015   | 2021     | Georges Astuguevieille  |        | DVD    | Ancien contrôleur divisionnaire de la DDE Maire de Bénac (1977-2018) |
| 2015             | 2021             | 2015   | 2021     | Catherine Villegas      |        | DVD    | Responsable d'agence en recrutement                                  |
| 2021             | 2028             | 2021   | en cours | Marc Bégorre            |        | DVG    | Ancien directeur d'école, maire de Lamarque-Pontacq                  |
| 2021             | 2028             | 2021   | en cours | Marie-Françoise Prugent |        | DVG    | Pharmacienne à Juillan                                               |

### Résultats détaillés

#### Élections de mars 2015
À l'issue du 1er tour des élections départementales de 2015, deux binômes sont en ballottage : Emilie Favaro et Michel Ricaud (PRG, 30,35 %) et Georges Astuguevieille et Catherine Villegas (DVD, 25,6 %). Le taux de participation est de 59,59 % (6 059 votants sur 10 168 inscrits) contre 54,65 % au niveau départemental et 50,17 % au niveau national.
Au second tour, Georges Astuguevieille et Catherine Villegas (DVD) sont élus avec 50,97 % des suffrages exprimés et un taux de participation de 61,88 % (2 766 voix pour 6 296 votants et 10 175 inscrits).
Georges Astuguevieille et Catherine Villegas sont membres du groupe "Indépendants et Territoires".

#### Élections de juin 2021
Le premier tour des élections départementales de 2021 est marqué par un très faible taux de participation (33,26 % au niveau national). Dans le canton d'Ossun, ce taux de participation est de 38,36 % (4 024 votants sur 10 491 inscrits) contre 39,47 % au niveau départemental. À l'issue de ce premier tour, deux binômes sont en ballottage : Marc Bégorre et Marie-Françoise Prugent (Divers, 66,47 %) et Claude Bernard et Sylvie Boulin (RN, 20,55 %).
Le second tour des élections est marqué une nouvelle fois par une abstention massive équivalente au premier tour. Les taux de participation sont de 34,36 % au niveau national, 39,92 % dans le département et 40,71 % dans le canton d'Ossun. Marc Bégorre et Marie-Françoise Prugent (Divers) sont élus avec 80,22 % des suffrages exprimés (3 159 voix pour 4 272 votants et 10 494 inscrits),,. 

## Composition
Depuis sa création, le canton d'Ossun regroupe 17 communes.
| Nom                           | Code Insee | Intercommunalité           | Superficie (km2) | Population (dernière pop. légale) | Densité (hab./km2) | Modifier                                    |
| ----------------------------- | ---------- | -------------------------- | ---------------- | --------------------------------- | ------------------ | ------------------------------------------- |
| Ossun (bureau centralisateur) | 65344      | CA Tarbes-Lourdes-Pyrénées | 27,59            | 2 352 (2022)                      | 85                 | modifier les données · modifier les données |
| Averan                        | 65052      | CA Tarbes-Lourdes-Pyrénées | 4,35             | 86 (2022)                         | 20                 | modifier les données · modifier les données |
| Azereix                       | 65057      | CA Tarbes-Lourdes-Pyrénées | 15,20            | 968 (2022)                        | 64                 | modifier les données · modifier les données |
| Barry                         | 65067      | CA Tarbes-Lourdes-Pyrénées | 2,54             | 133 (2022)                        | 52                 | modifier les données · modifier les données |
| Bénac                         | 65080      | CA Tarbes-Lourdes-Pyrénées | 7,93             | 530 (2022)                        | 67                 | modifier les données · modifier les données |
| Gardères                      | 65185      | CA Tarbes-Lourdes-Pyrénées | 15,23            | 440 (2022)                        | 29                 | modifier les données · modifier les données |
| Hibarette                     | 65220      | CA Tarbes-Lourdes-Pyrénées | 1,53             | 233 (2022)                        | 152                | modifier les données · modifier les données |
| Juillan                       | 65235      | CA Tarbes-Lourdes-Pyrénées | 8,20             | 4 019 (2022)                      | 490                | modifier les données · modifier les données |
| Lamarque-Pontacq              | 65252      | CA Tarbes-Lourdes-Pyrénées | 10,85            | 867 (2022)                        | 80                 | modifier les données · modifier les données |
| Lanne                         | 65257      | CA Tarbes-Lourdes-Pyrénées | 5,75             | 604 (2022)                        | 105                | modifier les données · modifier les données |
| Layrisse                      | 65268      | CA Tarbes-Lourdes-Pyrénées | 3,33             | 245 (2022)                        | 74                 | modifier les données · modifier les données |
| Loucrup                       | 65281      | CA Tarbes-Lourdes-Pyrénées | 3,62             | 256 (2022)                        | 71                 | modifier les données · modifier les données |
| Louey                         | 65284      | CA Tarbes-Lourdes-Pyrénées | 6,06             | 1 106 (2022)                      | 183                | modifier les données · modifier les données |
| Luquet                        | 65292      | CA Tarbes-Lourdes-Pyrénées | 8,17             | 422 (2022)                        | 52                 | modifier les données · modifier les données |
| Orincles                      | 65339      | CA Tarbes-Lourdes-Pyrénées | 5,86             | 361 (2022)                        | 62                 | modifier les données · modifier les données |
| Séron                         | 65422      | CA Tarbes-Lourdes-Pyrénées | 9,29             | 331 (2022)                        | 36                 | modifier les données · modifier les données |
| Visker                        | 65479      | CA Tarbes-Lourdes-Pyrénées | 4,16             | 368 (2022)                        | 88                 | modifier les données · modifier les données |
| Canton d'Ossun                | 6509       |                            | 139,66           | 13 321 (2022)                     | 95                 | modifier les données                        |

## Démographie

### Démographie avant 2015
| 1962  | 1968  | 1975  | 1982  | 1990   | 1999   | 2006   | 2011   | 2012   |
| ----- | ----- | ----- | ----- | ------ | ------ | ------ | ------ | ------ |
| 7 800 | 8 002 | 8 348 | 9 830 | 10 867 | 11 313 | 12 155 | 12 835 | 12 908 |

### Démographie depuis 2015
En 2022, le canton comptait 13 321 habitants, en évolution de +1,66 % par rapport à 2016 (Hautes-Pyrénées : +1,59 %, France hors Mayotte : +2,11 %).
| 2013   | 2018   | 2022   |
| ------ | ------ | ------ |
| 12 947 | 13 161 | 13 321 |